# Звезде Гранда (15. сезона)
Петнаеста сезона такмичења Звезде Гранда одржана је 2021/2022. године. Чланови жирија били су Саша Поповић, Снежана Ђуришић, Александар Милић Мили, Драган Стојковић Босанац, Цеца, Ана Бекута, Вики Миљковић, Марија Шерифовић и Ђорђе Давид. 
Од петнаесте сезоне Јелена Карлеуша се више не појављује у жирију, а њено место је заузела Цеца Ражнатовић. Од петнаесте сезоне је такође промењен изглед сценографије, као и правила такмичења. Финале је одржано 25. јуна 2022, а победник је био Викин кандидат Стеван Вешовић из Подгорица. Други Представник из Црне Горе након Дарка Мартиновића

## Такмичари
- Стеван Вешовић из Подгорице (прво место)
- Александар Јосифовски из Охрида (друго место)[1]
- Сандра Младеновић из Ниша (треће место)[2]
- Кенан Дервишић из Зенице[3]
- Мелиха Имшировић из Градачца
- Срђан Станић из Градишке
- Жељко Вукчевић из Подгорице[4]
- Мустафа Мехић из Градачца
- Велид Ханџић из Какња
- Андријана Петрушовска из Скопља[5]
- Ненад Османовић из Пирота[6]
- Николина Ђекановић из Бања Луке
- Ханад Џехверовић из Зенице
- Тамара Живковић из Котора
- Алем Бајровић из Сарајева
- Маја Милутиновић из Ниша[7]

## Након такмичења
Победник је добио статуу, аутомобил "Опел корса", песму и спот од продукције.
Нове песме:
- Прва љубав (2022) Дражен Раосављевић